# Distretto di Kępno
Il distretto di Kępno (in polacco powiat kępiński) è un distretto polacco appartenente al voivodato della Grande Polonia.

## Geografia antropica

### Suddivisioni amministrative
Il distretto comprende 7 comuni.
- Comuni urbano-rurali: Kępno
- Comuni rurali: Baranów, Bralin, Łęka Opatowska, Perzów, Rychtal, Trzcinica